# Родники в балке Скотовая
Родники в балке Скотовая — гидрологический памятник природы местного значения. Находится в Марьинском районе Донецкой области возле села Ильинка, в северной части балки Скотовая. Статус памятника природы присвоен решением областного совета н.д. от 25 марта 1995 года. Площадь — 0,01 га. Представляет собой группу из трёх родников нисходящего типа с прозрачной водой. Дебит — 212 м³/час.